# Baltiska språk

De baltiska folkstammarnas utbredning kring år 1200, då korsfararna började bli en kraft i Baltikum. Kartan ger sannolikt också en grov bild av utbredning av språk och dialekter vid denna tidpunkt, från nordost till sydväst: Lettgalliska, Seloniska, Semgalliska, Kuriska, Litauiska, Sudoviska, Prusiska

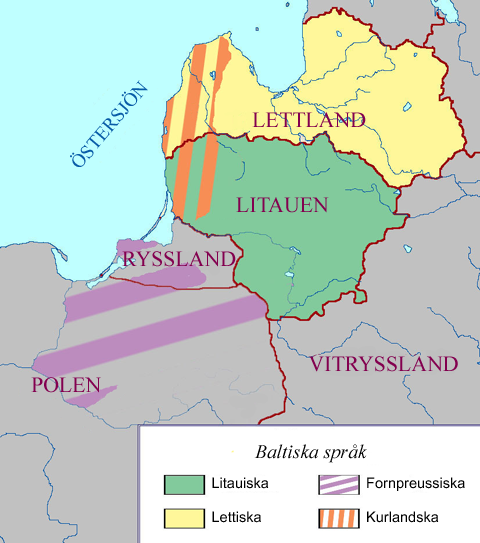
Baltiska språk

Baltiska språk är en grupp indoeuropeiska språk, talade öster om Östersjön. Lettiska, litauiska och fornpreussiska tillhör denna grupp av språk. Numera finns bara de östbaltiska språken kvar.

## Språkträd
- Indoeuropeiska språk
  - Satemspråk
    - Baltoslaviska språk
      - Slaviska språk
      - Baltiska språk
        - Östbaltiska språk
          - Lettiska
          - Litauiska

        - Västbaltiska språk
          - Prusiska eller fornpreussiska (utdött)
          - Sudoviska (utdött)

## Exempel på släktskap
En uppställning hur de baltiska språken förhåller sig till varandra och till andra indoeuropeiska språk (lettiska och litauiska är baltiska, svenska germanskt, latin italiskt och sanskrit indoiranskt):
| Svenska   | Gud gav tänder; Gud skall ge bröd      |
| Lettiska  | Dievs deva zobus; Dievs dos maizi      |
| Litauiska | Dievas dave dantis; Dievas duos duonos |
| Latin     | Deus dedit dentes; Deus dabit panem    |
| Sanskrit  | Devas adahat datas; Devas dat dhanas   |

Observera att estniska och liviska inte är indoeuropeiska utan finsk-ugriska språk och därmed inte besläktade med språken ovan utan nära besläktade med finska.